# Chengyang (Qingdao)
Der Stadtbezirk Chengyang (chinesisch 城阳区, Pinyin Chéngyáng Qū) ist ein Stadtbezirk der bezirksfreien Stadt Qingdao in der chinesischen Provinz Shandong. Chengyang hat eine Fläche von 553,2 km² und 737.209 Einwohner (Stand: Zensus 2010).

## Administrative Gliederung
Auf Gemeindeebene setzt sich der Stadtbezirk aus acht Straßenvierteln zusammen. 